# مارسل انگلهارت
مارسل انگلهارت (انگلیسی: Marcel Engelhardt؛ زادهٔ ۵ آوریل ۱۹۹۳) بازیکن فوتبال اهل آلمان است.
از باشگاه‌هایی که در آن بازی کرده‌است می‌توان به باشگاه فوتبال آینتراخت برانشوایگ اشاره کرد.